# تشاه بازنان (دشت روم)
تشاه بازنان (بالفارسية: چاه پازنان) هي قرية تقع في إيران في قسم دشت روم الريفي. يقدر عدد سكانها بـ 78 نسمة بحسب إحصاء 2016.